# Бордзилувка
Бордзилувка (пол. Bordziłówka) — деревня в Бяльском повете Люблинского воеводства Польши. Входит в состав гмины Россош. По данным переписи 2011 года, в деревне проживало 238 человек.

## География
Деревня расположена на востоке Польши, к востоку от реки Зелявы, на расстоянии приблизительно 21 километра к югу от города Бяла-Подляска, административного центра повета. Абсолютная высота — 146 метров над уровнем моря. К западу от населённого пункта проходит региональная автодорога 812.

## История
По данным на 1827 год имелся 21 двор и проживало 109 человек. Согласно «Справочной книжке Седлецкой губернии на 1875 год» деревня входила в состав гмины Витулин Константиновского уезда Седлецкой губернии.
В период с 1975 по 1998 годы деревня входила в состав Бяльскоподляского воеводства.

## Население
Демографическая структура по состоянию на 31 марта 2011 года:
|         | Всего | До трудоспособного возраста | Трудоспособного возраста | Старше трудоспособного возраста |
| ------- | ----- | --------------------------- | ------------------------ | ------------------------------- |
| Мужчины | 121   | 20                          | 90                       | 11                              |
| Женщины | 117   | 25                          | 68                       | 24                              |
| Всего   | 238   | 45                          | 158                      | 35                              |